# OV5 9
OV5 9 (Orbiting Vehicle 5 9) foi um satélite artificial estadunidense lançado em 23 de maio de 1969 por meio de um foguete Titan IIIC a partir da Estação da Força Aérea de Cabo Canaveral.

## Características
O OV5 9 foi um dos membros de sucesso da família de satélites ERS (Environmental Research Satellites), pequenos satélites lançados como carga secundária junto com satélites maiores para fazer testes de tecnologia e estudos do ambiente espacial. O OV5 9 foi lançado no mesmo foguete que o OV5 5 e OV5 6 e foi dedicado ao estudo dos efeitos da radiação solar e a magnetosfera terrestre. A nave teve problemas desde o primeiro dia do lançamento devido a um comutador e falhas no sistema de energia, devolvendo uma quantidade limitada de dados úteis. O satélite parou de funcionar em outubro de 1972. O OV5 9 foi injetado em uma órbita inicial de 111.727 km de apogeu e 16.866 km de perigeu, com uma inclinação orbital de 32,9 graus e um período de 3119,6 minutos.